# 127
Năm 127 là một năm trong lịch Julius. 